# 435年
| 千纪： | 1千纪                                                                                              |
| 世纪： | 4世纪 \| 5世纪 \| 6世纪                                                                            |
| 年代： | 400年代 \| 410年代 \| 420年代 \| 430年代 \| 440年代 \| 450年代 \| 460年代                          |
| 年份： | 430年 \| 431年 \| 432年 \| 433年 \| 434年 \| 435年 \| 436年 \| 437年 \| 438年 \| 439年 \| 440年    |
| 纪年： | 乙亥年（猪年）；北魏延和四年，太延元年；北凉承和三年；北燕太兴五年；南朝宋元嘉十二年；赵广泰始四年 |

## 大事记
- 8月3日——基督教聶斯脫利派創始人聶斯脫利被拜占庭帝國皇帝狄奧多西二世流放到埃及。

## 出生
- 奧多亞塞（Odoacer，亦作Odovacar）（435年－493年），58岁，是義大利的第一個日耳曼蠻族國王（476年－493年在位）。